# Думітрешть (Олт)
Думітрешть, Думітрешті (рум. Dumitrești) — село у повіті Олт в Румунії. Входить до складу комуни Вергуляса.
Село розташоване на відстані 143 км на захід від Бухареста, 28 км на північ від Слатіни, 56 км на північний схід від Крайови, 148 км на південний захід від Брашова.

## Населення
За даними перепису населення 2002 року у селі проживали 1049 осіб, усі — румуни. Усі жителі села рідною мовою назвали румунську.